# Amanecer (telenovela)
Amanecer es una telenovela mexicana producida por Juan Osorio para TelevisaUnivision, en el 2025. La telenovela es una versión libre de la historia de 1986 creada por Delia Fiallo —basada en la radionovela cubana también escrita por ella misma La mujer que no podía amar—, Monte Calvario, siendo desarrollada por Pablo Ferrer García-Travesí y Santiago Pineda Aliseda. Se estrenó a través de Las Estrellas el 7 de julio de 2025 en sustitución de Juegos de amor y poder.
Está protagonizada por Fernando Colunga y Livia Brito, junto con Daniel Elbittar, Ana Belena, Ernesto Laguardia, Catherine Siachoque y Blanca Guerra en los roles antagónicos.

## Trama
Leonel Carranza (Fernando Colunga), un terrateniente marcado por la traición y la tragedia (el abandono de su esposa y la muerte de su hija en un incendio), se embarca en una búsqueda de venganza. Convencido de la culpabilidad de Alba Palacios (Livia Brito) y su familia, la obliga a casarse con él en un matrimonio sin amor. Sin embargo, a medida que sus vidas se entrelazan, el resentimiento inicial da paso a un sentimiento más profundo, aunque las heridas del pasado persisten.
La compleja relación se enreda con la llegada de Sebastián Peñalosa (Daniel Elbittar), un médico que, bajo la fachada de ayudar a Leonel y su hijo, oculta oscuros secretos y una peligrosa obsesión por Alba, amenazando con una lucha por la hacienda y el corazón de ella. A esto se suma la manipulación de Atocha (Ana Belena), la hermana de Leonel, quien conspira para asegurar el poder de la hacienda Montoro, incluso a costa de su propio hermano. En medio de este torbellino de engaños y desafíos, Leonel se enfrenta a la posibilidad de redención y de encontrar un nuevo propósito en la vida, debiendo confrontar sus propios demonios internos.
Con el pueblo dividido y su pasado acechando, la resolución final determinará si la furia y la venganza prevalecerán o si el amor podrá surgir y sanar un corazón devastado por el dolor, obligando a Leonel a decidir si se redime o lo pierde todo.

## Reparto
Una lista del reparto de actores confirmado se hizo publico el 4 de febrero de 2025, a través de la página web oficial de Las Estrellas.
- Fernando Colunga como Leonel Carranza
- Livia Brito como Alba Palacios Salvatierra
- Daniel Elbittar como Sebastián Peñaloza
- Ernesto Laguardia como Íñigo
- Catherine Siachoque como Amapola
- Ana Belena como Atocha
- Blanca Guerra como Covadonga
- María Rojo como Prudencia
- Eric del Castillo
- Patricia Reyes Spíndola como Jovita
- Nicola Porcella como Camilo
- Andrea Legarreta como Julia
- Julieta Egurrola
- Humberto Elizondo como Justo
- Tiago Correa como Joaquín
- Iván Arana
- Concepción Márquez
- Omar Fierro como el Padre Benigno
- Salvador Sánchez
- Emilio Osorio como Tonatiuh
- Mia Fabri
- Regina Ortíz de Pinedo
- Valeria Santaella como Malu
- Vanesa Restrepo como Fátima
- David Aguilar
- Vanesa López
- María Espinoza Stransky